# Haworthia nortieri var. albispina
Haworthia nortieri var. albispina és una varietat de Haworthia nortieri del gènere Haworthia de la subfamília de les asfodelòidies.

## Descripció
Haworthia nortieri var. albispina és una suculenta que es diferencia de l'espècie Haworthia nortieri en absència finestres a les superfícies superiors i inferiors, excepte les bases de les espines molt prominents, translúcides i inflades que formen marges continus al llarg dels costats de les fulles i de la quilla. Sovint la quilla pot tenir una doble filera d'espines. Les espines són més llargues, de mitjana 4 mm de llarg. La roseta és gran, fins a 10 cm de diàmetre i una mitjana de 150 fulles en plantes madures. Les rosetes són més arrodonides i difícils de tocar, molt semblants a Haworthia arachnoidea var. scabrispina, que creix només uns centenars de metres entre elles. Les fulles són més llargues, fins a 6 cm de llarg, més aviat planes, no inflades, amb la quilla només lleugerament prominent. Les flors són curtes i globoses, petites i marronoses per dins; i amb els àpexs del periant només lleugerament recorbats.
La pecurialitat d'aquesta varietat és que quan és madura es manté blanca.

## Distribució i hàbitat
Aquesta varietat creix a la província sud-africana del Cap Occidental, concretament, es troba a l'est de la ciutat de Laingsburg, al voltant de l'estació de Koup; a la regió del Karoo.

## Taxonomia
Haworthia nortieri  var. albispina va ser descrita per (M.Hayashi) M.B.Bayer i publicat a Haworthia Update 7(4): 35, a l'any 2012.
Etimologia
Haworthia: nom en honor del botànic britànic Adrian Hardy Haworth (1767-1833).
nortieri: epítet en honor del metge i botànic sud-africà el Dr. Pieter Le Fras Nortier (1884-1955).
var. albispina: epítet llatí que significa "espines blanques a les fulles".
Sinonímia
- Haworthia albispina M.Hayashi, Haworthia Study 8: 1 (2002). (Basiònim/Sinònim substituït)
- Haworthia pehlemanniae var. albispina (M.Hayashi) Breuer, Alsterworthia Int. 16(2): 6 (2016).[8]